# كنيسة التشيك وسلوفاكيا الأرثوذكسية
كنيسة التشيك وسلوفاكيا الأرثوذكسية، هي كنيسة أرثوذكسية شرقية حديثة، تأسست عام 1920 على يد بطريرك موسكو وسائر روسيا آنذاك أليكسيوس الأول.

## تاريخها
لم يكن في تشيكوسلوفاكيا كنيسة أرثوذكسية منظمة قبل الحرب العالمية الثانية، ففي القرن التاسع عشر الميلادي قام بعض التشيكيين بتشكيل كنيسة أرثوذكسية صغيرة خاصة بهم، وازداد عددهم عام 1910 ليصل إلى 1000 شخص. ومع تفكك الإمبراطورية النمساوية المجرية عام 1918، وإعلان تأسيس الجمهورية التشيكوسلوفاكية الأولى نتيجة استقلال سلوفاكيا وروثينيا الكارباتية عن المجر واستقلال أراضي التشيك عن النمسا، أسس البطريرك الصربي كنيسة أرثوذكسية في بوهيميا ومورافيا وعين أسقف بلغراد غورازد بافليك كأول أسقف مستقل في التشيك عام 1920، وأنشأ أيضا أسقفية موكاتشيفو عام 1921 لرعاية روثينيا الكارباتية.
وكانت مجموعة هامة من روثينيا الكارباتية قد هجرت الأرثوذكسية لتعتنق الكثلكة عام 1643، ولكنها عادت للأرثوذكسية كهنةً وشعباً عام 1930 لتدخل في كنيسة تشيكوسلوفاكيا الناشئة.
أوقفت عنوة جميع أعمال وأنشطة الكنيسة التشيكية عنوة مع قدوم الحرب العالمية الثانية واحتلال البلاد من قبل النازيين الألمان، كما قام النازيين أيضا بمحاولة حل الكنيسة بنفيهم الأسقف اليوغوسلافي غورازد بافليك وأربعة كهنة من معاونيه إلى خارج البلاد، وذلك بتهمة التعاون مع حركة المقاومة. وتمكنت أسقفية موكاتشيفو فقط من النجاة في شرق سلوفاكيا.
وبعد انتهاء الحرب العالمية الثانية ضُمت أراضي روثينيا الكارباتية الشرقية وموكاتشيفو إلى الاتحاد السوفييتي، وأوكل البطريرك الصربي رعاياه للكنيسة الروسيِّة، وفي الوقت ذاته عاد قرابة العشرة آلاف تشيكي أرثوذكسي إلى تشيكوسلوفاكيا، بعد أن كانوا قد هجروا من قبل الملكية النمساوية إلى فولينيا شمال غربي أوكرانيا.

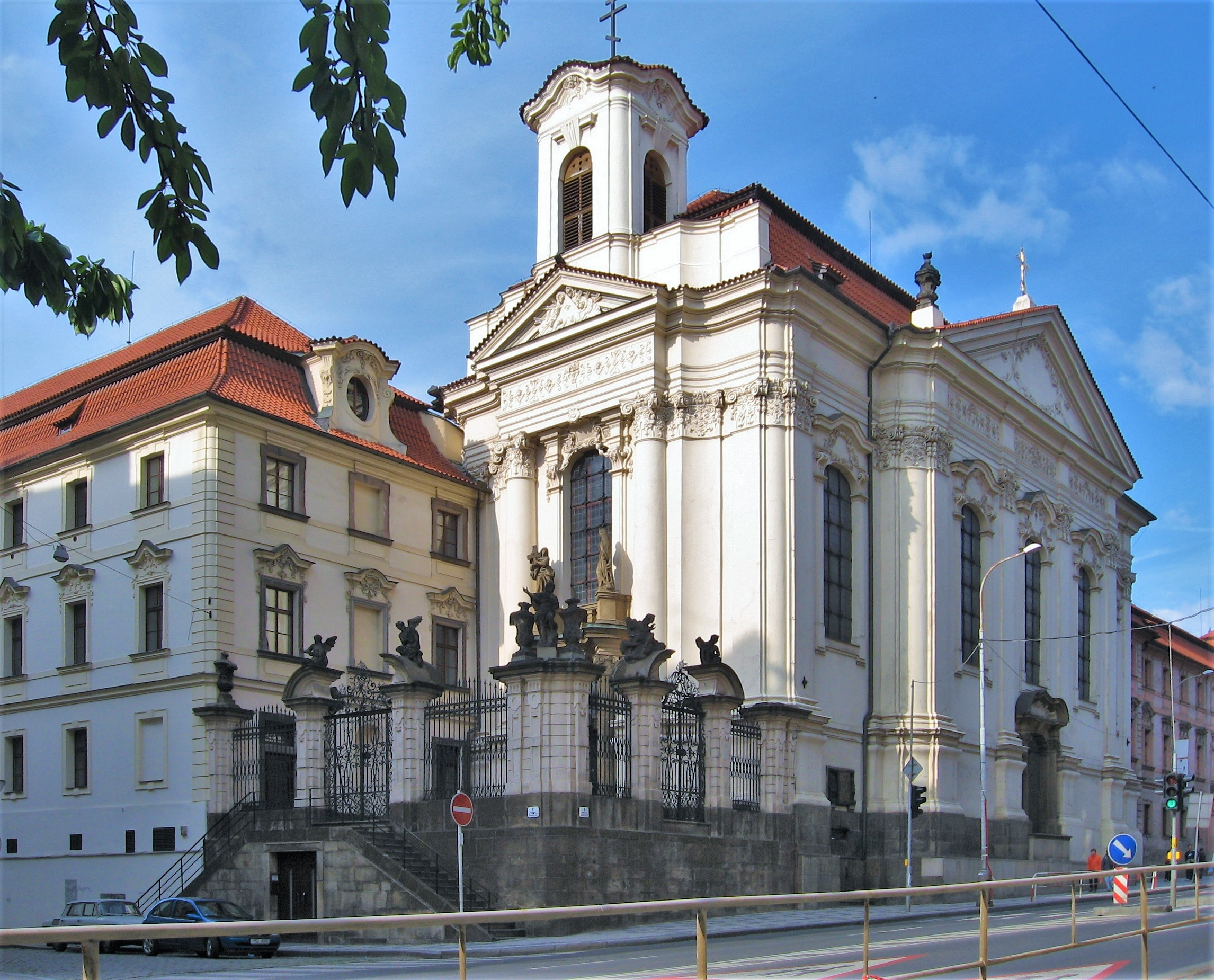
كاتدرائية القديسين كيريل وميثوديوس الأرثوذكسية في براغ، جمهورية التشيك

بعد مؤتمر بريشوف عام 1950 عاد قسم آخر من التشيكيين المتكثلكين للأرثوذكسية كهنةً وشعباً، فنمت الكنيسة بما فيه الكفاية لتكوين أربع أسقفيات محلية وهي: أسقفية براغ، أسقفية أولوموتس، أسقفية بريشوف وأسقفية ميخالوفتسي. واعترفت عندها الكنيسة الروسية الأرثوذكسية باستقلالية كنيسة تشيكوسلوفاكيا.
خلال فترة محاولة التحرر من النظام الشيوعي والتي قاد حركتها ألكسندر دوبتشيك عام 1968، سببت أزمة الهوية بين الأرثوذكسية والتدخل والنفوذ الروسي السوفييتي بخسارة الكنيسة التشيكية الأرثوذكسية لعددٍ كبيرٍ من أتباعها لصالح الكاثوليكية والذين كانوا أساساً من معتنقيها فيما مضى، فظهرت حينها الكنيسة اليونانية الكاثوليكية بشكل رسمي مسببة تقلص عدد الأرثوذكس في البلاد.
أصبحت الكنيسة مستقلة عن بطريركية القسطنطينية المسكونية عام 1998، ويرأس هذه الكنيسة حالياً منذ 11 يناير/كانون الثاني 2014 المتروبوليت راستيسلاف مطران بريشوف، وهي مؤلفة من ثلاث أسقفيات يتبع لها 4 أديرة، وتعتمد هذه الكنيسة التي يقدر عدد أتباعها بمئة وخمسين ألفاً بشكل كبير على البطريركية الروسية.

## وصلات خارجية
- الموقع الرسمي لكنيسة التشيك وسلوفاكيا الأرثوذكسية نسخة محفوظة 25 ديسمبر 2019 على موقع واي باك مشين.